# Ligne Lausanne – Berne
Pour les articles homonymes, voir Ligne du plateau.
La ligne du plateau Suisse est un axe ferroviaire qui relie la gare de Lausanne à celle de Berne. Elle est parallèle à la ligne du Pied-du-Jura.